# Mirisch Corporation
Mirisch Corporation war eine US-amerikanische Filmproduktionsfirma. Gegründet wurde das Unternehmen Ende der 1950er Jahre von den Brüdern Walter Mirisch (1921–2023), Harold Mirisch (1907–1968) und Marvin Mirisch (1918–2002).
Vor der Gründung ihrer eigenständigen Produktionsfirma im August 1957 waren die Mirisch-Brüder für die Produktionsfirma Allied Artists tätig, bei der Walter Mirisch als leitender Produzent fungierte. Aus dieser Zeit stammten auch ihre Beziehungen zu berühmten Regisseuren, die ihren späten Erfolg mitbegründen sollten. An der Produktion folgender Filme waren sie im Auftrag der Allied Artists beteiligt: Moulin Rouge, Moby Dick, Manche mögen’s heiß, Ariane – Liebe am Nachmittag und Lockende Versuchung.
Dadurch, dass die Mirisch-Brüder den Regisseuren große künstlerische Freiheit zugestanden und sie am Einspielergebnis ihrer Filme beteiligten, ergaben sich für die Mirisch Corporation dauerhafte Beziehungen zu den Regisseuren Billy Wilder, Blake Edwards, John Sturges und Robert Wise.
Der 1957 unterzeichnete Vertrag zwischen United Artists und der Mirisch Corporation bestand aus zwölf Kinofilmen. 1959 wurde das Kontingent auf zwanzig erhöht. Insgesamt produzierten die Mirisch Brüder 68 Kinofilme für die United Artists. 1974 wechselten sie mit ihrer Produktionsfirma zu Universal Pictures.
Nach dem Erfolg des ersten Pink-Panther-Films Der rosarote Panther produzierte die Mirisch Corporation Kurzfilme über die Abenteuer von Paulchen Panther. 1964 erhielt der in dieser Reihe produzierte Kurzfilm Der rosarote Schmierfink den Oscar als bester Animationskurzfilm. Über ihr Tochterunternehmen "Mirisch Television" wurden mehrere Zeichentrickserien mit dem Pink Panther produziert.
Für insgesamt 79 Oscars waren die von der Mirisch Corporation produzierten Filme nominiert, 23-mal haben sie die goldene Statuette gewonnen.

## Filmproduktionen
| - 1958: Die Letzten der 2. Schwadron - 1959: Der letzte Befehl - 1959: Das tödliche Netz - 1959: Manche mögen’s heiß - 1960: Das Appartement - 1961: Infam - 1961: Eins, zwei, drei - 1961: West Side Story - 1961: Und die Nacht wird schweigen - 1961: Stadt ohne Mitleid - 1962: Spiel zu zweit - 1962: Harte Fäuste, heiße Liebe - 1962: Ein Sommer in Florida - 1963: Gesprengte Ketten - 1963: Könige der Sonne - 1963: Das Glück in seinen Armen - 1963: Puppen unterm Dach - 1963: Das Mädchen Irma la Douce - 1964: Küss mich, Dummkopf - 1964: Ein Schuß im Dunkeln - 1965: Eine Tür fällt zu - 1965: Nymphomania - 1965: Vierzig Wagen westwärts - 1965: Geheimagent Barrett greift ein - 1966: Der Glückspilz - 1966: Hawaii - 1966: Was hast du denn im Krieg gemacht, Pappi? - 1966: Die Russen kommen! Die Russen kommen! - 1966: Der Schatten des Giganten - 1967: Die Lady und ihre Gauner - 1967: Die fünf Geächteten - 1967: In der Hitze der Nacht - 1967: Wie man Erfolg hat, ohne sich besonders anzustrengen - 1968: Thomas Crown ist nicht zu fassen - 1968: Der Partyschreck - 1968: Inspektor Clouseau - 1969: Isle of Caprice, Animationskurzfilm - 1969: Dune Bug, Animationskurzfilm - 1969: Ein Trottel kommt selten allein - 1969: Never Bug an Ant, Animationskurzfilm - 1969: Der rosarote Panther, Fernsehserie - 1969: Wer trägt bei Rosie schon Pyjamas? | - 1969: I've Got Ants in My Plans - 1969: Die Rache der glorreichen Sieben - 1969: The Ant from Uncle, Animationskurzfilm - 1969: Hasty But Tasty, Animationskurzfilm - 1969: Die blaue Elise (The Ant and the Aardvark), Animationskurzfilm - 1969: Dave – Zuhaus in allen Betten - 1970: Don't Hustle an Ant with Muscle - 1970: Das Privatleben des Sherlock Holmes - 1970: Mumbo Jumbo, Animationskurzfilm - 1970: Zehn Stunden Zeit für Virgil Tibbs - 1970: Science Friction, Animationskurzfilm - 1970: Ants in the Pantry, Animationskurzfilm - 1970: Der Hausbesitzer - 1970: Halls of Anger - 1970: Goldilocks and the Three Bears, TV-Animationsfilm - 1971: Die Organisation - 1971: From Bed to Worse, Animationskurzfilm - 1971: Rough Brunch, Animationskurzfilm - 1971: Norman Jewison Film Maker - 1972: Blue Racer Blues, Animationskurzfilm - 1972: Avanti, Avanti! (Avanti!) - 1972: Karatekäfer (Hiss and Her), Animationskurzfilm - 1973: Stirrups and Hiccups, Animationskurzfilm - 1973: The Shoe Must Go On, Animationskurzfilm - 1973: Scorpio, der Killer - 1973: Wham and Eggs, Animationskurzfilm - 1973: Kloot’s Kounty, Animationskurzfilm - 1974: Das Gesetz bin ich - 1974: Saddle Soap Opera, Animationskurzfilm - 1974: Strange on the Range, Animationskurzfilm - 1974: Vier Vögel am Galgen - 1974: Gold Struck, Animationskurzfilm - 1974: Phony Express, Animationskurzfilm - 1976: Schlacht um Midway - 1976: Medicur, Animationskurzfilm - 1978: Nächstes Jahr, selbe Zeit - 1978: U-Boot in Not - 1979: Dracula '79 (Dracula) - 1981: The Pink Panther in 'Pink at First Sight' - 1983: Romantic Comedy - 1984: Pink Panther and Sons - 1993: Der rosarote Panther – Die neuen Folgen |

## Empfehlenswerte Literatur
- Tino Balio: United Artists: The Company Built by the Stars. University of Wisconsin Press, Madison, Wisconsin 1976, ISBN 0-299-06940-0.
- Tino Balio: United Artists: The Company That Changed the Film Industry. University of Wisconsin Press, Madison, Wisconsin 1987, ISBN 0-299-11440-6.